# Надеждина, Надежда Августиновна
Надежда Августиновна Надеждина (7 сентября 1905 — 14 октября 1992) — русская советская писательница, поэтесса и переводчик, автор книг для детей.

## Биография
Надежда Августиновна Надеждина (Адольф) родилась 7 сентября 1905 года в городе Могилеве. Её отец, обрусевший латыш Августин Адольф работал учителем во 2-й могилевской гимназии. В 20-х годах училась в Литературно-художественном институте имени В. Я. Брюсова, после его закрытия в 1925 году закончила литературное отделение МГУ. Как и многие студенты поддерживала левую оппозицию Троцкого и Зиновьева, в связи с чем в 1927 и 1929 годах кратковременно арестовывалась.
Вышла замуж за своего однокурсника, поэта Николая Дементьева. В 1935 году её муж покончил жизнь самоубийством, бросившись с балкона шестого этажа. После смерти мужа она стала писать произведения для детей о природе, о жизни растений и животных. С началом Великой Отечественной войны она пришла работать в газету «Пионерская правда». В 1947 году Детгиз выпустил её книжку «Полное лукошко».
В 1950 году была арестована как троцкистка, была приговорена Особым совещанием при МГБ СССР к 10 годам заключения по обвинению в «контрреволюционной агитации». Срок отбывала в Дубровлаге. Освобождена была в 1955 году досрочно, в 1956 году была реабилитирована.
В 1960 году в свет вышла её книжка «„Моревизор“ уходит в плавание». В 1963 году вышла её книжка «Партизанка Лара» о подвиге ленинградской школьницы Ларисы Михеенко, по мотивам которой был снят фильм «В то далёкое лето».
О годах заключения она не любила вспоминать, однако написала краткие воспоминания о своей жизни, в том числе и о годах заключения. В 1990 году вышла антология поэтов-заключенных ГУЛАГа «Средь других имен», в которую вошли и стихи Надеждиной, созданные ею в заключении.
Скончалась Надежда Надеждина 14 октября 1992 года. Похоронена рядом с мужем на Новодевичьем кладбище (2 участок 1 ряд).

## Награды
Медаль «За трудовую доблесть» (1950)

## Интересные факты
- В сериале «Дело следователя Никитина» роль Надеждиной исполнила актриса Ольга Дибцева[2].